# Tidermène
Tidermène ist ein Dorf und Kreis in der Region Ménaka im Südosten Malis. Bei der Volkszählung von 2009 hatte es eine Bevölkerung von 5.816. Seine Fläche beträgt etwa 29.000 Quadratkilometer. Es war zuvor eine Gemeinde im Kreis Ménaka, wurde aber selbst zum Kreis erhoben, als die Region Ménaka im Jahr 2016 eingeführt wurde. Von 2001 bis 2016 wurde die Gemeinde Alata von Tidermène getrennt. Am 12. April 2023 wurde die Stadt vom Islamischen Staat in der Größeren Sahara erobert.